# Ingrid Andrejewna Olerinskaja

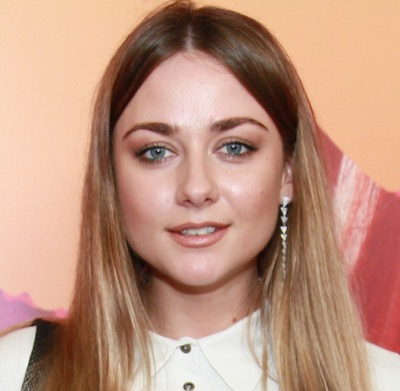
Ingrid Andrejewna Olerinskaja

Ingrid Andrejewna Olerinskaja (russisch И́нгрид Андре́евна Олери́нская; * 14. März 1992 in Rjasan) ist eine russische Schauspielerin und Model.

## Leben und Karriere
Ingrid Olerinskaja wuchs in Rjasan auf. Sie hat eine Schwester. Nach ihrem Schulabschluss zog sie nach Moskau. Sie studierte an der Moscow International University. Danach setzte sie ihr Studium an der Pädagogische Staatliche Universität Moskau fort.
Ihr Debüt gab sie 2010 in dem Film Inadequate People. 2015 wurde sie für die Serie Londongrad gecastet. Anschließend spielte Olerinskaja 2017 in You All Infuriate Me mit. Außerdem trat sie 2020 in Inadequate People 2 auf. 2022 bekam sie in dem Film Young Man eine Hauptrolle.

## Filmografie (Auswahl)
Filme
- 2010: Inadequate People
- 2020: Inadequate People 2
- 2022: Young Man

Serien
- 2015: Londongrad
- 2017: You All Infuriate Me